# Sociale afstand
Sociale afstand is de mate waarin personen of groepen elkaar als eigen of juist vreemd ervaren. Hoewel er enige correlatie kan zijn, is sociale afstand niet noodzakelijk een gevolg van geografische afstand. Zo kan van een goede relatie met een sterke binding sprake zijn, ook al woont men niet bij elkaar in de buurt.
Emory Bogardus ontwikkelde de socialeafstandschaal waarmee de bereidheid om met andere groepen samen te leven kan worden aangegeven.